# António Assis Esperança
António Assis Esperança (São Pedro, Faro, 17 de abril de 1892 — São José, Lisboa, 3 de março de 1975) foi um escritor e jornalista português.

## Percurso
Nasceu na freguesia de S. Pedro, em Faro. Era filho do comerciante Ventura da Cruz Esperança e de Gertrudes da Assunção Esperança, doméstica, ambos naturais de Faro (freguesia de S. Pedro).
Trabalhou para as publicações Seara Nova, O Diabo e Vértice,  Renovação (1925-1926) e dirigiu o jornal de crítica teatral A Crítica. 
Foi membro do Pen Club e um fundadores da Sociedade Contemporânea de Autores, pertencendo à primeira direcção da Sociedade Portuguesa de Escritores (ambas encerradas pelo Estado Novo). 
A 7 de agosto de 1943, casou civilmente em Lisboa com Leonor Lidon (São Vicente, Elvas, c. 1899), doméstica, já divorciada, desde 1929, de José da Conceição Ernesto Palmeira de Carvalho Rego, filha de Domingos António Lidon, também natural de Elvas (freguesia de S. Vicente), e de Margarida do Rosário, natural de Monforte (freguesia de Assumar).
Em 1946, ganha o prémio Ricardo Malheiros, atribuído pela Academia de Ciências de Lisboa, pelo romance Servidão. 
Algumas obras suas estão traduzidas em romeno.
Morreu a 3 de março de 1975, aos 82 anos, na freguesia de S. José, em Lisboa, vítima de arteriosclerose generalizada. Foi sepultado no Cemitério da Ajuda, em Lisboa.

## Obras
Escreveu: 
- Vertigem (1919)
- Viver (1921)
- O Dilúvio (Prémio da Associação de Profissionais da Imprensa 1932)
- Gente de Bem
- Servidão
- Trinta Dinheiros
- Pão Incerto
- Fronteiras (1972)
- Náufragos (teatro)
- Noite de Natal (teatro)